# Miksztal
Miksztal [pronunciación en polaco: /ˈmikʂtal/] es un pueblo ubicado en el distrito administrativo de Gmina Nowe Ostrowy, dentro del condado de Kutno, voivodato de Łódź, en el centro de Polonia. Se encuentra a unos 4 kilómetros al este de Nowe Ostrowy, a 12 kilómetros al noroeste de Kutno, y a 60 kilómetros al norte de la capital regional Łódź.